# Britten (namn)
Britten är en smeknamnsform för namn som Britt, Britta eller Birgitta. Det äldsta belägget för detta namn i Sverige är från 1871.
Den 31 december 2014 fanns det totalt 465 kvinnor folkbokförda i Sverige med namnet Britten, varav 274 bar det som tilltalsnamn.
Namnsdag: saknas (1986-1992 hade Britten namnsdag den 27 maj i den svenska almanackan)